# Стефан Костов (писател)
Вижте пояснителната страница за други личности с името Стефан Костов.
Стефан Лазаров Костов (често произнасян като Сте Ле Костов, от съкращението Ст. Л. Костов) е български писател и етнограф, определян като най-изтъкнатият български комедиограф.

## Биография
Роден е през 1879 година в София. Баща му Лазар Костов е деец на националноосвободителното движение от Разложко. През 1902 година Стефан Костов завършва Славянска филология във Висшето училище в София. Като студент той се занимава с журналистика – дейност, която продължава и една година след завършването си. От 1903 година е учител в София и Пловдив. През 1906 година специализира Славянска филология и етнография във Виена и в Германия при Ватрослав Ягич, Вацлав Вондрак, Милан Решетар и други. В 1908 година работи в близкия до Народната партия вестник „Реч“. От 1909 година е уредник, а от 1924 година е директор на Етнографския музей в София – пост, който заема до смъртта си. По време на Първата световна война като етнограф към Първа българска армия прави проучвания във Вардарска Македония.
От 1923 година е член Артистичния съвет при Народния театър в София, от 1926 година е негов председател, а през 1927 година, за кратко е и директор на театъра.
От 1929 година е дописен член на БАН. Член е и на Македонския научен институт, негов подпредседател.

## Литературно творчество
Стефан Костов е автор на 12 многоактни и 5 едноактни пиеси, измежду които най-известни са „Големанов“ (1927), „Златната мина“ (1925), „Вражалец“ (1933) и други, влизащи и днес в репертоарите на българските театри. 
Стефан Костов е автор и на къси хумористични разкази, част от които са събрани в сборника „Царската сватба“ (1936).

## Памет
На Ст. Л. Костов е наречена улица в квартал „Хладилника“ в София (Карта).

## Съчинения

### Литературни творби
- „Мъжемразка“ – комедия (1910)
- „Златната мина. Комедия в 4 действия“, София, 1925 (София, 1929)
- „Големанов. Комедия в 3 действия“, София, 1928 (София, 1935)
- „Морската болест“ (1929)
- „Симеон. Историческа драма в 3 действия“, София, 1929
- „Тя и двамата. Драма в 3 действия“, София, 1929
- „Главчо и царската дъщеря. Игра с кукли“, София, 1929
- „Гонизаякът. Комедия в 1 действие“, София, 1930
- „Новото пристанище“ (1931)

- „Женско царство. Комедия“, София, 1931
- „От много ум. Държавните липи. Женско царство. Едноактни комедии“, София, 1931
- „Чл. 223. Комедия в 3 действия“, София, 1931
- „Скакалци. Комедия в 3 действия“, Пловдив, 1931
- „Патичета. Комедия в 1 действие“, София, 1931
- „Вражалец. Комедия в 4 действия“, София, 1933
- „Царската сватба. Хумористични разкази“, София 1936, 172 с.
- „Държавните липи. Комедия“, София 1937
- „Комедия без име“ (1938)
- „Избрани творби“, София 1943
- „Големанов, Златната мина. Комедии“, София, 1953
- „Комедии“, София 1931

### Научни съчинения
- Изображенията на Св. Георги в българския народен накит, В: Сб. Л. Милетич, 1912, с. 187 – 201
- Култът на Герман у българите (1912)
- Амулети против уроки, Известия на Народния етнографски музей, 1/2/, 1921, с. 91 – 100
- Български народни шевици (в съавторство с Евдокия Петева), ч. II Югозападна България и Македония, София 1928
- Трънска носия, Известия на Народния етнографски музей, 8, 8-9, 1929, с. 135 – 148
- Белодрешковци в Северозападна България, Известия на Народния етнографски музей, 10-11, 1932, с. 73 – 110
- Селски бит и изкуство в Софийско (в съавторство с Евдокия Петева), София 1935, с. 207